# Synagoga Wolfa Bermana w Łodzi
Synagoga Wolfa Bermana w Łodzi – prywatny dom modlitwy znajdujący się w Łodzi przy ulicy Nowomiejskiej 11.
Synagoga została zbudowana w 1891 roku z inicjatywy Wolfa Bermana, Jakuba Fannelberga i Abrama Marnowicza. Podczas II wojny światowej hitlerowcy zdewastowali synagogę.